# Merlyn (DC Comics)
Merlyn (Arthur King) es un personaje ficticio de DC Comics. Su primera aparición fue en Justice League of America Nº94 (1971) y fue creado por Mike Friedrich y Dick Dillin. Es el archienemigo de Flecha Verde.

## Biografía Ficticia
Años antes  de que Oliver Queen se convirtiera en Flecha Verde,  se inspiró para aprender el tiro con arco en el arquero  'Merlín el Mago' . Una vez que Flecha Verde empezó a ser famoso, los dos se reunieron de nuevo y Merlyn desafió al héroe a un concurso público de tiro con arco y lo derrotó. Con esa victoria en su haber, Merlyn desapareció durante años, sólo para reaparecer como un miembro de la Liga de Asesinos. Merlyn y Flecha se enfrentaron de nuevo cuando Merlyn trató de cumplir un contrato para asesinar a Batman. Flecha Verde fue capaz de desviar una de las flechas de Merlyn con una flecha de su propio arsenal, salvando la vida de Batman. Merlyn admitió que Flecha Verde había mejorado desde su último encuentro, pero escapó antes de que pudiera ser capturado. Incapaz de volver a la Liga de Asesinos, se convirtió en un asesino independiente.
Merlyn apareció más tarde en Action Comics, como parte de la no oficial "Banda de la Injusticia" de la Abeja Reina que se opone a la JLA. Encontró trabajo con uno de los sindicatos del crimen de Metrópolis, Los 100, Merlyn luchó contra un Relámpago Negro debilitado, pero perdieron la batalla. Merlyn era aparentemente una parte de la Liga de Asesinos cuando la hija del asesino David Cain, Cassandra, nació. Merlyn parecería haber participado en una formación altamente abusivo del niño (junto con otros miembros de la Liga, como el Tigre de Bronce), sin saberlo, dándole las habilidades para convertirse en la futura Batgirl. Luego se desempeñó bajo Tobias Whale como miembro de los 100. Fue uno de los que vendieron su alma al demonio Neron durante los acontecimientos desatados en Underworld. Luego se unió a la Élite Asesina (junto con Deadshot, Bolt, Chiller, y la fecha límite). Todos trataron de realizar varios asesinatos, pero fueron detenidos por la Liga de la Justicia de América. El grupo más tarde se encontró con el Cuerpo de dobles. Merlyn y los otros fueron completamente derrotados.
El villano hizo su siguiente aparición en las páginas de Young Justice como un arquero de trabajo para el equipo olímpico nacional de Zandian. Era el instructor del joven arquero Zandian Turk (un metahumano mitad lobo). Turk y Merlyn intentaron sabotear los juegos a su favor, pero fue derrotado por el equipo de Young Justice. Merlyn sería el próximo en aparecer en las páginas de la crisis de identidad, y fue una de las principales voces de los villanos que durante miniserie. Se reconoce el Monóculo y Deadshot como sus aliados más cercanos, y predice correctamente que el asesinato de Sue Dibny tendría consecuencias nefastas en la comunidad villana. Cuando es capturado por la Liga de la Justicia, junto con Deadshot y Monóculo, Deadshot fue capaz de utilizar sus vínculos con el Escuadrón Suicida de Amanda Waller para asegurar su liberación (para frustración de los más nuevos Manhunter).  El arquero malvado reapareció con Monóculo y Fobia en un intento de matar al Ladrón de Sombras en su juicio, y en el proceso los villanos se encontraron luchando contra Manhunter. Merlyn ya ha vuelto a aparecer en las páginas de Flecha Verde como parte de un ataque multifacético en contra de Green Arrow y su familia. Después, él parece estar bajo el empleo de Talia al Ghul como un tutor para su hijo Damian Wayne, a pesar de que más tarde confiesa que estaba aprendiendo más de Damian.
- Datos: Q10895269